# Frederick Sydney Dainton

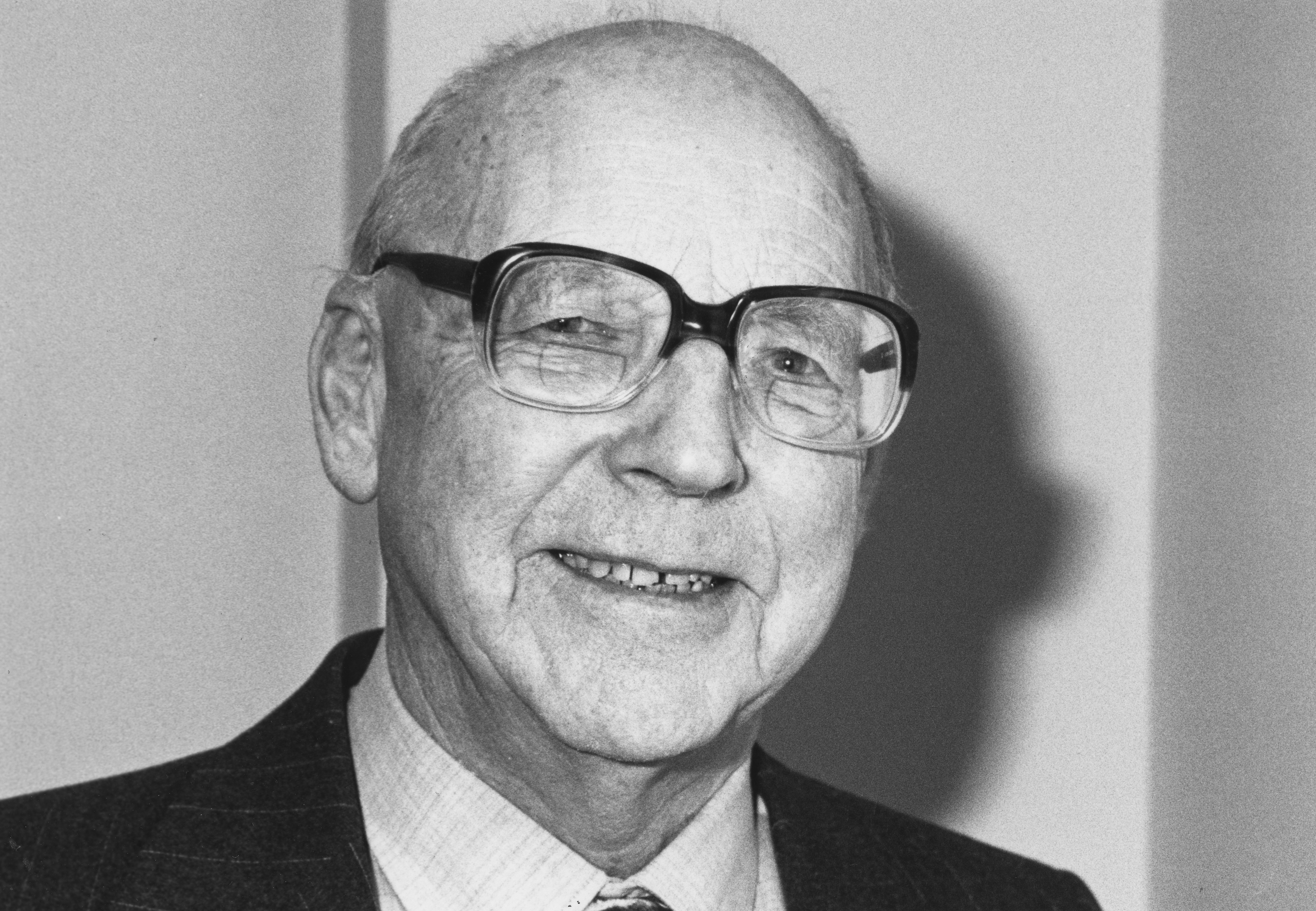
Frederick Sydney Dainton

Frederick Sydney Dainton, Baron Dainton FRS (* 11. November 1914 in Sheffield, South Yorkshire, England; † 5. Dezember 1997 in Oxford, Oxfordshire, England) war ein britischer Chemiker auf dem Gebiet der physikalischen Chemie sowie Hochschullehrer und Universitätspräsident.

## Leben

### Hochschullehrer und Forscher
Nach dem Schulbesuch studierte er an der University of Oxford sowie der University of Cambridge und wurde 1946 zunächst H. O. Jones-Lecturer für physikalische Chemie an der University of Cambridge.
1950 nahm er den Ruf auf eine Professur für Chemie an der University of Leeds an, wechselte später als Professor an den Lehrstuhl für Chemie an der University of Oxford und war dort bis 1973 tätig. Dazwischen war er zeitweise auch Vizekanzler der University of Nottingham.
Während seiner Lehr- und Forschungstätigkeit beschäftigte er sich auf dem Gebiet der physikalischen Chemie insbesondere mit chemischer Kinetik, Photochemie und Strahlungschemie. Für seine Verdienste erhielt er 1950 die Tilden-Medaille der Chemical Society und war später von 1965 bis 1967 Präsident der Faraday Society. Dainton wurde schließlich 1969 wegen seiner herausragenden Arbeiten auf dem Gebiet des Reaktionsmechanismus mit der Davy-Medaille der Royal Society die höchste britische Auszeichnung für Wissenschaftler auf dem Gebiet der Chemie verliehen.
Nachdem er 1971 zum Knight Bachelor geschlagen wurde, erhielt 1973 auch die Faraday-Medaille der Chemical Society. 1972 wurde er in die American Academy of Arts and Sciences und 1991 in die American Philosophical Society gewählt. 1975 wurde er zum korrespondierenden Mitglied der Göttinger Akademie der Wissenschaften gewählt. Am 4. März 1996 wurde er zum Ehrenmitglied (Honorary Fellow) der Royal Society of Edinburgh gewählt.

### Hochschulpräsident und Mitglied des Oberhauses
Im Anschluss war er zwischen 1973 und 1978 Vorsitzender des University Grants Committee, einem Beratungsgremium der britischen Regierung zu Fragen der Hochschulförderung, und danach von 1978 bis 1985 Vorsitzender des Direktoriums der British Library, der Nationalbibliothek Großbritanniens. Zugleich war er als Nachfolger von Rab Butler von 1978 bis zu seinem Tode Kanzler der University of Sheffield. Während dieser Zeit war er außerdem 1980 Vorsitzender der British Association for the Advancement of Science.
1986 wurde er als Life Peer in den Adelsstand erhoben und war als Baron Dainton, of Hallam Moors in the County of South Yorkshire, damit bis zu seinem Tode Mitglied des Oberhauses (House of Lords).

## Quelle
- Chambers Biographical Dictionary, Edinburgh 2002, ISBN 0-550-10051-2, S. 390